# Antonio Carnicero Mancio

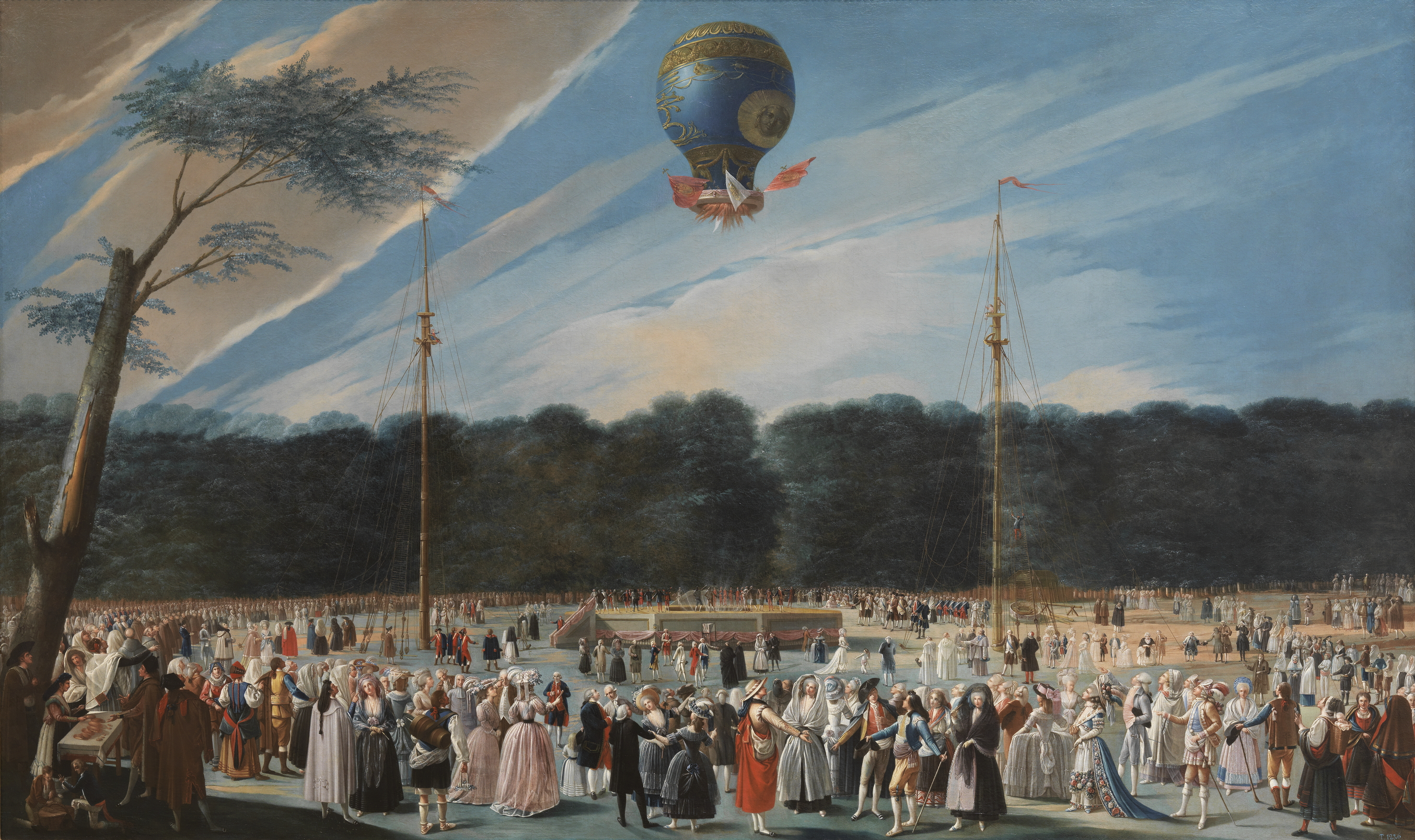
Antonio Carnicero Mancio, Ascension d'une montgolfière à Aranjuez (1784) - Musée du Prado.

Antonio Carnicero Mancio (né le 10 janvier 1748 à Salamanque et mort le 21 août 1814 à Madrid) est un peintre et graveur espagnol de la fin du XVIIIe siècle et du début du XIXe siècle.

## Biographie

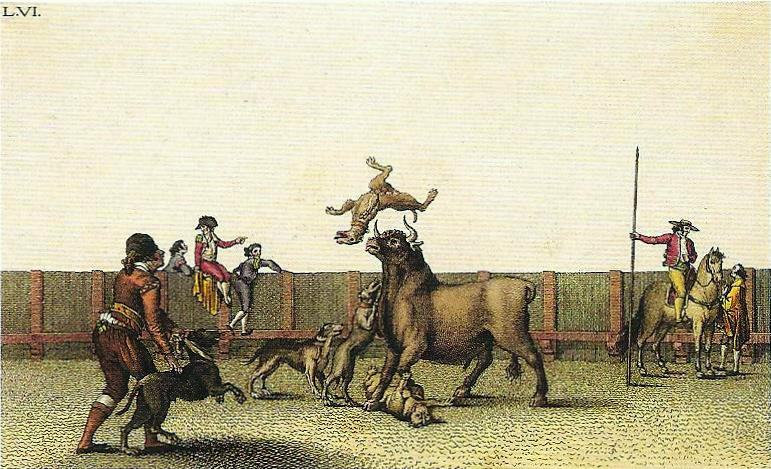
Principales Suertes de Una Corrida de Toros 2 par Luis Fernández Noseret d'après Antonio Carnicero.

Fils d'Alejandro Carnicero, sculpteur appelé à Madrid pour participer au décor du « Palacio Nuveo », Antonio Carnicero Mancio était aussi le frère d'Isidro, lui aussi artiste, entré à l'Académie Royale dès l'âge de 10 ans. Isidro remporta rapidement des épreuves qui lui permirent de partir en 1760 à Rome, accompagné de son frère. Antonio démuni d'apprentissage pictural prit part, avec succès, à des concours de peinture organisés par la papauté et l'Académie de Saint-Luc. De retour à Madrid en 1766, Antonio s'intégra rapidement parmi les peintres de cour espagnols.
Sa carrière officielle fut régulière et brillante. En 1769, il obtient le prix de l'Académie, en 1788, il devient académicien, puis « pintor de Cámera » en 1796. Artiste préféré de favori de la reine (Godoy), il sera aussi le maître de dessin de Infants en 1806.
Il a peint des portraits « gourmés » : celui de Godoy, mais aussi de l'acteur Vincente Garcia (1802), et Doña Tomasa de Aliaga actuellement au Musée du Prado, et de Joseph Bonaparte, ainsi que de Ferdinand VII d'Espagne. Peintre officiel de cour, Carnicero a également consacrée une grande partie de son œuvre à la vie populaire de son époque, avec : l'Ascension de la montgolfière (musée du Prado), des portraits de toreros, de majas. Et deux suites de gravures qui font date dans l'histoire de la tauromachie dans l'art : la Colección de las principales suertes de una corrida de toros retraçant les étapes d'un spectacle taurin du début à la fin en douze planches, ainsi qu'une troisième planche Vue de l'arène et corrida de taureaux à Madrid, qui sera recopiée et reproduite pendant toute la période romantique, notamment par l'académicien Luis Fernández Noseret en 1795.
Un tableau de cet artiste fut présenté à l'exposition « Painting in Spain in the Age of Enlightenment », Indianapolis, The Indianapolis Museum of Art, 1996-1997, New York, The Spanish Institute 1997, n° 53 du catalogue, avec la reproduction d'une autre œuvre, elle aussi légendée comme de Carnicero. Notice par Juan Martinez Cuesta.
Ces deux peintures conservées dans des collections particulières sont des copies (inversées, donc connues par le copiste par des gravures) d'après des tableaux du peintre français Armand-Charles Caraffe.
L'œuvre exposée reprenant le sujet Le Destin règle le cours de la vie, de vains songes en font le charme, Salon de 1802.
L'œuvre reproduite, mais non exposée, reprenant le motif du tableau du musée de la Révolution française : L'Espérance soutient le malheureux jusqu'au tombeau, Salon de 1800.

## Œuvres
- L'Ascension de la montgolfière 1784 Musée du Prado
- Colección de las principales suertes de una corrida de toros 1767-1790 Musée d'Art de São Paulo
- Real Picadero  1790
- Doña Tomasa de Aliaga 1802 Musée du Prado
- Vicente Garcia 1802